# Persone di nome Lukas/Calciatori
| Questa pagina contiene informazioni ricavate automaticamente dalle voci biografiche con l'ausilio del template Bio e di un bot. L'aggiornamento è periodico e automatico e ricostruisce completamente la pagina. Se manca una persona in questa lista, sei pregato di non aggiungerla, ma accertati piuttosto che la sua voce biografica contenga il template Bio e che i dati anagrafici siano correttamente compilati. Se il template Bio manca, inseriscilo tu stesso o, in alternativa, metti l'avviso {{tmp\|Bio}} che ne segnala la mancanza. Se i dati riportati sono sbagliati, correggi direttamente la voce biografica; le modifiche saranno visibili in questa lista entro pochi giorni. Per chiarimenti vedi il progetto antroponimi. La lista contiene solo le 51 persone che sono citate nell'enciclopedia e per le quali è stato implementato correttamente il template Bio. Pagina aggiornata al 6 giu 2025. |

Questa è una lista di persone presenti nell'enciclopedia che hanno il nome Lukas e sono calciatori.

## A(2)
- Lukas Engel, calciatore danese (Amager, n. 1998)
- Lukas Aurednik, calciatore e allenatore di calcio austriaco (Vienna, n. 1918 - Herzogenburg, † 1997)

## B(2)
- Jaka Bijol, calciatore sloveno (Vuzenica, n. 1999)
- Lukas Björklund, calciatore svedese (Ystad, n. 2004)

## F(4)
- Lukas Fadinger, calciatore austriaco (Weiz, n. 2000)
- Lukas Fernandes, ex calciatore danese (n. 1993)
- Lukas Fridrikas, calciatore austriaco (n. 1997)
- Lukas Fröde, calciatore tedesco (Fulda, n. 1995)

## G(5)
- Lukas Graber, calciatore liechtensteinese (Vaduz, n. 2001)
- Lukas Grgic, calciatore austriaco (Wels, n. 1995)
- Lukas Grozurek, calciatore austriaco (Vienna, n. 1991)
- Lukas Gugganig, calciatore austriaco (Spittal an der Drau, n. 1995)
- Lukas Görtler, calciatore tedesco (Bamberga, n. 1994)

## H(2)
- Lukas Daschner, calciatore tedesco (Duisburg, n. 1998)
- Lukas Hinterseer, calciatore austriaco (Kitzbühel, n. 1991)

## J(2)
- Lukas Jonsson, calciatore svedese (n. 1992)
- Lukas Jäger, calciatore austriaco (Alberschwende, n. 1994)

## K(10)
- Lukas Kačavenda, calciatore croato (Zagabria, n. 2003)
- Lukas Kelly-Heald, calciatore neozelandese (Wellington, n. 2005)
- Lukas Klemenz, calciatore polacco (Nuova Ulma, n. 1995)
- Lukas Klitten, calciatore danese (Aalborg, n. 2000)
- Lukas Klostermann, calciatore tedesco (Herdecke, n. 1996)
- Lukas Klünter, calciatore tedesco (Euskirchen, n. 1996)
- Lukas Kochanauskas, calciatore lituano (n. 1990)
- Lukas Kruse, ex calciatore tedesco (Paderborn, n. 1983)
- Lukas Königshofer, calciatore austriaco (Vienna, n. 1989)
- Lukas Kübler, calciatore tedesco (Bonn, n. 1992)

## M(3)
- Lukas MacNaughton, calciatore canadese (New York, n. 1995)
- Lukas Malicsek, calciatore austriaco (Vienna, n. 1999)
- Lukas Mühl, calciatore tedesco (Zwiesel, n. 1997)

## N(1)
- Lukas Nmecha, calciatore tedesco (Amburgo, n. 1998)

## P(3)
- Lukas Petkov, calciatore bulgaro (Friedberg, n. 2000)
- Lukas Pinckert, calciatore tedesco (Bad Bramstedt, n. 2000)
- Lukas Podolski, calciatore polacco (Gliwice, n. 1985)

## R(6)
- Lukas Raeder, ex calciatore tedesco (Essen, n. 1993)
- Lukas Rath, calciatore austriaco (Oberwart, n. 1992)
- Lukas Lerager, calciatore danese (Gladsaxe, n. 1993)
- Lukas Ried, calciatore austriaco (n. 1995)
- Lukas Rotpuller, ex calciatore austriaco (Eisenstadt, n. 1991)
- Lukas Rupp, calciatore tedesco (Heidelberg, n. 1991)

## S(8)
- Lukas Schenkel, ex calciatore svizzero (Johannesburg, n. 1984)
- Lukas Schmitz, ex calciatore tedesco (Hattingen, n. 1988)
- Lukas Sinkiewicz, ex calciatore tedesco (Tychy, n. 1985)
- Lukas Spalvis, ex calciatore lituano (Vilnius, n. 1994)
- Lukas Spendlhofer, calciatore austriaco (Neunkirchen, n. 1993)
- Lukas Stadler, calciatore austriaco (Bruck an der Mur, n. 1990)
- Luka Subotić, calciatore serbo (Gornji Milanovac, n. 2003)
- Lukas Sulzbacher, calciatore austriaco (Tulln an der Donau, n. 2000)

## T(1)
- Lukáš Tesák, calciatore slovacco (Žiar nad Hronom, n. 1985)

## U(1)
- Lukas Ullrich, calciatore tedesco (Berlino, n. 2004)

## V(1)
- Lukas Van Eenoo, calciatore belga (Bruges, n. 1991)